# José Eibenschütz
José Eibenschütz (geboren als Joseph Alexander Eibenschütz 8. Januar 1872 in Frankfurt am Main; gestorben am 27. November 1952 in Ilfeld) war ein deutscher Dirigent. 

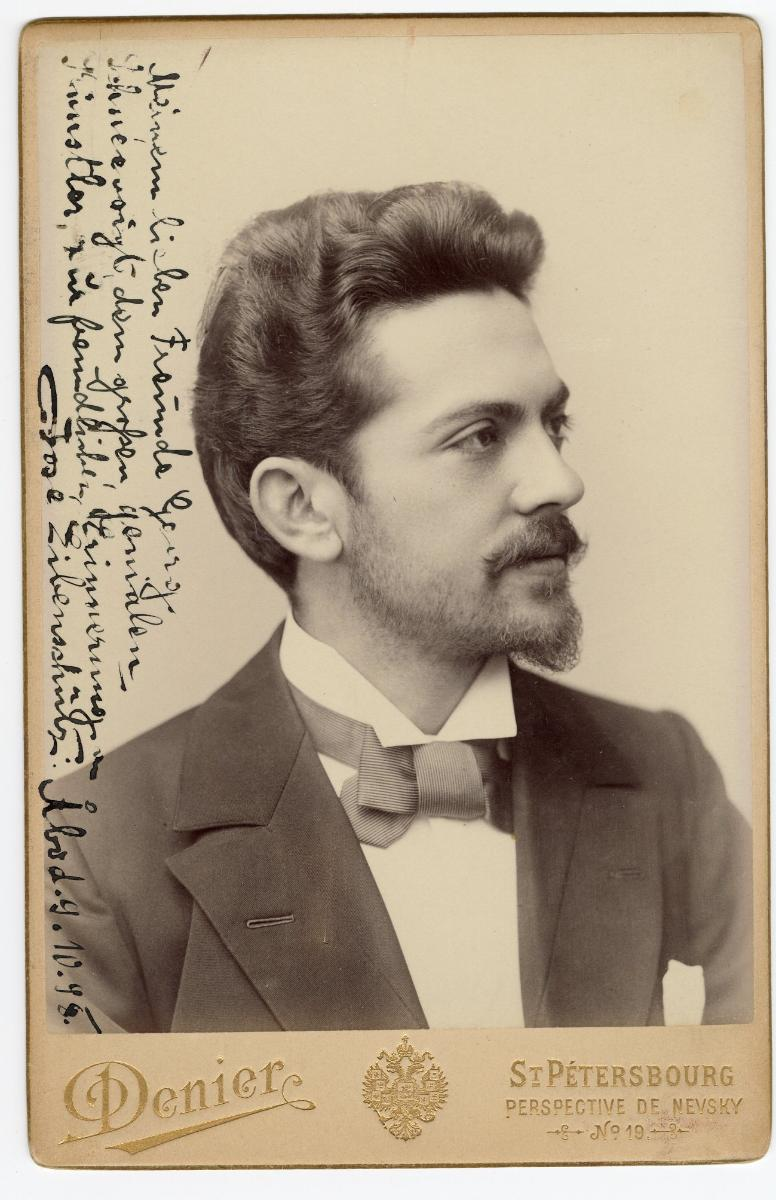
Porträt mit Widmung an Georg Schnéevoigt (1898)

## Leben
Joseph (José) Eibenschütz war ein Sohn des aus Pest stammenden ungarischen Opernsängers Carl Friedrich Eibenschütz (1829–1874), der seit 1859 in Frankfurt als Gesangslehrer arbeitete, und der italienisch-russischen Kammersängerin Adele Marochetti (1833–1893), er hatte zwei ältere Geschwister. Er gehörte zur Künstlerfamilie Eibenschütz.
Eibenschütz wuchs in Frankfurt auf, wo er ein Realgymnasium besuchte. Er studierte am Hoch’schen Konservatorium und hatte Violinunterricht bei Fritz Bassermann. Von 1891 bis 1893 unterrichtete er am Konservatorium in Koblenz und spielte Geige im Städtischen Orchester. Eibenschütz heiratete 1894 Marie Betty Sophie Bentzen, sie hatten zwei Söhne, die Ehe wurde 1922 geschieden, im selben Jahr heiratete er Margrit Cords. 
Er ging 1894 als Orchesterdirigent in das finnische Turku und blieb dort bis 1905, als er Musikdirektor in Görlitz wurde. Von 1908 bis 1921 dirigierte er im  Philharmonischen Orchester Hamburg, ab 1921 leitete er das Philharmonische Orchester Oslo und trat in den Jahren 1926 und 1927 auch beim Kurorchester Bad Nauheim auf. Ab 1928 leitete er das Rundfunkorchester Hamburg bei der Nordischen Rundfunk AG (NORAG). 
Nach der Machtergreifung der Nationalsozialisten trat er zum 1. Mai 1933 der NSDAP bei (Mitgliedsnummer 3.278.595). Er musste trotzdem im Sender den Bereich Konzert abgeben, 1934 wurde er entlassen, da ihm die jüdische Herkunft seines Vaters zur Last gelegt wurde. Eibenschütz verlor mehrere arbeitsgerichtliche Prozesse und wurde zudem 1937 aus der Partei ausgeschlossen. Laut den Nachforschungen zur Biographie von Hans-Rudolf Jung, mit denen Angaben über eine angebliche Emigration bei Röder/Strauss widerlegt wurden, überlebte er die Zeit des Nationalsozialismus dank seiner nichtarischen Ehe in Sülzhayn am Harz, wo seine zweite Ehefrau das Lungensanatorium Hohentanneck betrieb.

## Kompositionen (Auswahl)
- Ann Mari. Oper in einem Akt, Text: Johan Fridolf Hagfors